# バッド・インフルエンス/悪影響
『バッド・インフルエンス/悪影響』（バッド・インフルエンス/あくえいきょう、原題：Bad Influence）は、1990年制作のアメリカ合衆国のサスペンス映画。
エリートビジネスマンの青年が、偶然出会った自由気ままに生きるミステリアスな男によって人生を狂わされていくネオ・ノワール。カーティス・ハンソン監督、ロブ・ロウ、ジェームズ・スペイダーらが出演。

## あらすじ
マイケルは将来を嘱望される証券会社のエリート・アナリストであるが、出世レースに疲れ、フィアンセの束縛にうんざりする憂うつな日々を過ごしていた。
そんなある日、マイケルは海辺のバーでミステリアスな雰囲気を持ったアレックスと名乗る青年と出会う。やがてマイケルは彼と意気投合、アレックスはマイケルを麻薬やセックスなど、それまで経験したことのないような、快楽渦巻く世界に誘い込んでいく。
しかしやがて、マイケルは自分の生活に無遠慮に踏み込んでくるアレックスに不安を覚えるようになり、彼との縁を切ろうとする。だが、アレックスはマイケルの情事をビデオに撮り、彼を脅迫し始める。

## キャスト
※括弧内は日本語吹替
- アレックス：ロブ・ロウ（佐古正人）
- マイケル：ジェームズ・スペイダー（堀内賢雄）
- クレア：リサ・ゼイン（深見梨加）
- ピズモ：クリスチャン・クレメンソン（小室正幸）
- ハワード：ジョン・デ・ランシー（稲葉実）
- ルース：マーシャ・クロス（井上喜久子）
- レスリー：キャスリーン・ウィルホイト（松本梨香）
- バーテンダー：グランド・L・ブッシュ（田中正彦）
- クラブの男：デイヴィッド・ドゥカヴニー